# Émile Breton (journaliste)
Pour les articles homonymes, voir Émile Breton et Breton (homonymie).
Émile Breton, né le 27 février 1929 à Alès et mort le 23 août 2024 à Paris,, est un journaliste et critique de cinéma français.

## Biographie
Étudiant à la faculté de droit de Montpellier, Émile Breton adhère au Parti communiste français en 1947.
Il renonce à poursuivre ses études deux ans plus tard, lors des grèves aux mines d'Alès, entendant se consacrer au militantisme. Il fait alors ses débuts de journaliste au quotidien La Voix de la patrie où il travaille jusqu'à la disparition du journal en 1953.
Il entre la même année à La Marseillaise où, indique-t-il, il a travaillé à toutes les rubriques, le sport excepté. Il y publie ses premières critiques de films en 1960 et participe en 1961 au lancement de la revue Contre-Champ.
En 1971, installé à Paris avec sa compagne Luce Vigo, il devient le secrétaire de rédaction de La Nouvelle Critique, puis rédacteur en chef adjoint de cette revue qui, victime de son ouverture aux débats entre les intellectuels communistes et de ses problèmes financiers, cesse de paraître en 1980.
Par la suite, il est critique de cinéma à L'Humanité jusqu'en 2022.

## Publications

### Ouvrages
- Dictionnaire des films, Seuil, 1976 (mise à jour de l'ouvrage de Georges Sadoul)
- Rencontres à La Courneuve, Messidor/Temps actuels, 1983
- Un voyage en Seine-Saint-Denis, Messidor, 1986
- Femmes d'images, Messidor, 1987
- Promenades dans Clichy-sous-Bois, Messidor, 1988
- Miklós Jancsó : une histoire hongroise, Yellow Now, 2015
- Luce Vigo : conversations, Yellow Now, 2019

### Articles
- Liste des articles d'Émile Breton parus dans les revues Bref, Contre-Champ et Cinéma[7]